# Kloster Mariëndaal
Das Kloster Mariëndaal (später auch Zoetendaal) war ein Priorat der Prämonstratenserinnen westlich von Serooskerke auf Walcheren (Provinz Zeeland) in den Niederlanden.

## Geschichte
Das Frauenkloster von Mariëndaal war als Priorat der Liebfrauenabtei in Middelburg unterstellt. Es wurde 1250 erstmals urkundlich erwähnt, auch im Testament der Adelheid von Holland aus dem Jahr 1271 wurde der Konvent genannt. 1215 siedelten Prämonstratenserinnen aus dem Antwerpener Maria-Magdalenenkoster, das zwischen 1148 und 1155 durch die dortige Michaelsabtei als Frauenkonvent eingerichtet worden war, zunächst in die heutige Bauerschaft  Heille bei Aardenburg über, später wechselten sie nach Serooskerke.  Danach teilten sich die Abteien von Middelburg und Antwerpen die Aussicht über das Kloster Mariëndaal.
1566 wurde das Kloster vom Bildersturm betroffen, im Zuge der Belagerung Middelburgs zwischen 1572 und 1574 durch spanische Truppen im Achtzigjährigen Krieg ging Mariëndaal endgültig unter. Im 17. Jahrhundert wurde auf dem Klostergrund das Landgut Zoetendale errichtet, das um 1780 abgerissen wurde. An Kloster und Landgut erinnert heute eine Hinweistafel am Zoetendaalseweg in Serooskerke.